# Herdorf
Herdorf là một town in the huyện Altenkirchen, trong bang Rheinland-Pfalz, phía tây nước Đức. Đô thị Herdorf có diện tích 18 km², dân số thời điểm ngày 31 tháng 12 năm 2006 là 7284 người. Đô thị này nằm bên sông Heller, cự ly khoảng 12 km về phía tây nam của Siegen.